# اعضب
اعضب، روستایی از توابع بخش مرکزی شهرستان کارون در استان خوزستان ایران است.که مالکان ان روستا برادران باوی با نام های میجرو یابر باوی میباشند

## جمعیت
این روستا در دهستان قلعه‌چنان قرار دارد و براساس سرشماری مرکز آمار ایران در سال ۱۳۸۵، جمعیت آن ۳۲ نفر (۴خانوار) بوده‌است.